# Марк Ковелл
Марк Ковелл  (англ. Mark Covell, 7 листопада 1967) — британський яхтсмен, олімпійський медаліст.

## Виступи на Олімпіадах
| Олімпіада   | Дисципліна | Місце |
| ----------- | ---------- | ----- |
| Сідней 2000 | Зоряний    | 2     |

## Зовнішні посилання
- Досьє на sport.references.com [Архівовано 5 листопада 2012 у Wayback Machine.]

1. ↑  Sports-Reference.com